# Кит Дејвид
Кит Дејвид Вилијамс (енгл. Keith David Williams; рођен 4. јуна 1956, Њујорк), амерички је позоришни, филмски, гласовни и ТВ глумац, који се појављивао у бројним филмовима и телевизијским серијама.
Славу је стекао након појављивања у филмовима као што су Обележен за смрт, Ко крије леш у канти за отпатке, Последња анализа, Брзи и мртви, Фатална несрећа, Сви су луди за Мери, Гејмер, Атлас облака. Такође је вредно напоменути његове не главне, али незаборавне улоге у популарним филмовима као што су: Створ (лик Чајлдса), Они живе (лик Ермитажа), улога Имама у серијалу филмова о Ридику Планета таме и Ридикове хронике, генерал Кимзи у Армагедону, Кинг у Воду и Велики Тим у Реквијем за снове.
Кит Дејвид је такође надалеко познат у Америци и земљама енглеског говорног подручја као гласовни глумац, јер има низак, дубок и привлачан глас. Године 2005. освојио је своју прву награду Еми за најбољи глас као наратор у документарцу Unforgivable Blackness: The Rise and Fall of Jack Johnson. Давао је глас у серији документарних филмова у режији Кена Барнса, о Другом светском рату Рат; глумац је добио своју другу награду Еми за најбољу гласовну глуму за ово дело. Кит Дејвид такође активно даје гласове ликовима у Дизнијевим анимираним серијама Херкул, Коралина, Принцеза и жабац и компјутерским игрицама Арбитар у Хало 2, Дејвид Андерсон у серији Mass Effect, Десептикон Барикејд у Transformers: The Game, Џулијус Литл у Saints Row и Saints Row 2, наредник Фоули у Call of Duty: Modern Warfare 2, камео у Saints Row IV, и другим.